# Rhodesia Meridionale

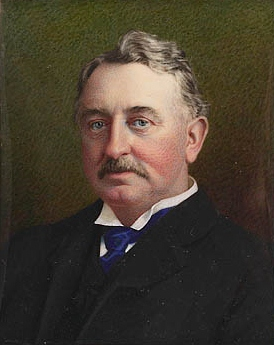
Ritratto di Cecil Rhodes

La Rhodesia Meridionale (o Rodesia Meridionale, in inglese Southern Rhodesia) fu una colonia della corona britannica, corrispondente all'attuale Zimbabwe, istituita nel 1923 dall'aggregazione del Mashonaland e del Matabeleland. La colonia si ridenominò semplicemente Rhodesia nel 1964, allorché la Rhodesia Settentrionale assunse il nome di Zambia; indipendente de facto come Rhodesia dal 1965, nel 1979 divenne Zimbabwe Rhodesia e lo stesso anno tornò brevemente sotto il governo britannico, per dissolversi infine nel 1980.

## Storia

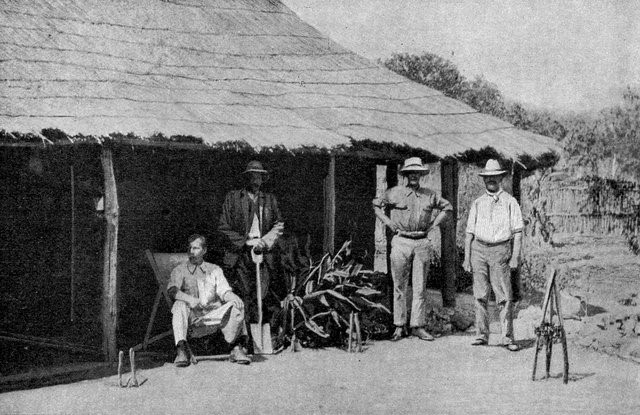
Coloni bianchi nella Rhodesia Meridionale, 1922

Il nome deriva da quello del britannico Cecil Rhodes, una delle personalità più rilevanti nella storia dell'espansione britannica nell'Africa meridionale. La Rhodesia fu creata nel 1888 dopo la firma di una serie di trattati con i sovrani locali (tra i quali il più celebre era Lobengula, re dei Matabele) con i quali Rhodes si assicurò la concessione per lo sfruttamento minerario. Nel 1910 la Rhodesia Settentrionale (corrispondente all'attuale Zambia) si separò da quella meridionale. Nel 1923 venne formalmente fondata la colonia della Rhodesia Meridionale.
Dal 1953 al 1963, la colonia fece parte della Federazione della Rhodesia e del Nyasaland, assieme alla Rhodesia Settentrionale e al Nyasaland.
Nel 1965, con atto unilaterale, la Rhodesia si dichiarò indipendente. Cinque anni dopo, il 23 marzo 1970, venne formalmente proclamata la Repubblica di Rhodesia, con il definitivo disconoscimento del monarca britannico come Capo di Stato; nel 1979, poi, la repubblica venne brevemente sostituita dallo stato dello Zimbabwe Rhodesia. La vicenda fu contrassegnata da una lunga guerra civile che vedeva contrapposto il governo, guidato da una maggioranza bianca, e le organizzazioni di guerriglieri dello ZIPRA e dello ZANLA; il Regno Unito riuscì a mediare tra i contendenti e nel 1979 poté riprendere il controllo del paese (nuovamente ribattezzato Rhodesia Meridionale), per poi concedere l'indipendenza nel 1980. Fu l'ultima colonia europea sul territorio africano ad ottenere l'indipendenza, con la nascita dello Zimbabwe.